# Diochlistus edgari
Diochlistus edgari är en tvåvingeart som beskrevs av Paramonov 1961. Diochlistus edgari ingår i släktet Diochlistus och familjen Mydidae. Inga underarter finns listade i Catalogue of Life.